# Forcalhos
Forcalhos ist eine ehemalige Gemeinde (Freguesia) im portugiesischen Kreis Sabugal. In ihr leben 89 Einwohner (Stand 30. Juni 2011).
Im Zuge der administrativen Neuordnung zum 29. September 2013 wurde Forcalhos mit Lajeosa zur neuen Gemeinde União das Freguesias de Lajeosa e Forcalhos zusammengefasst.